# Macropodinae
Pour la sous-famille de poissons qui portait autrefois le même nom, voir Macropodusinae.
Sous-famille
Les Macropodinae sont une sous-famille des Macropodidae. La sous-famille comprend tous les kangourous et wallabys.